# 1944 в авіації
Основна стаття: Авіація.

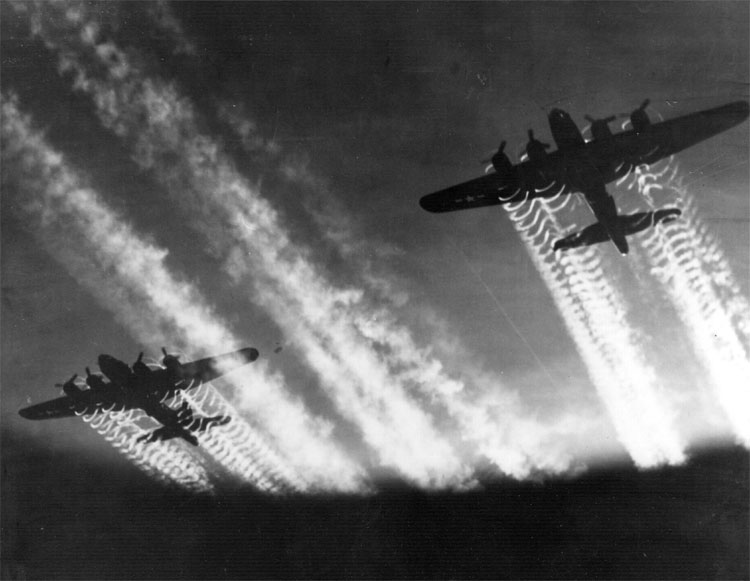
1944 рік, масоване застосування стратегічної авіації союзників, при бомбардуванні житлових кварталів німецьких міст

Хронологічний список подій в авіації за 1944 рік.

## Події
- 2 лютого — Йосип Сталін погоджується на використання американськими літаками шести авіабаз в Радянському Союзі.
- лютий — для захисту повітряного простору Німеччини від нальотів ВПС союзників, за ініціативою Альберта Шпєєра та Адольфа Галланда, створено Повітряний флот «Рейх».
- 16 серпня — проти союзних бомбардувальників вперше застосовано ракетний винищувач-перехоплювач Messerschmitt Me 163 «Komet».

### Перший політ
- 1 березня — Horten Ho IX, німецький експериментальний літак, перший у світі літальний апарат, з аеродинамічною схемою «літаюче крило», на реактивній тязі.
- 6 травня — експериментального американського високошвидкісного бомбардувальника Douglas XB-42 Mixmaster.
- 6 травня — японського палубного винищувача Mitsubishi A7M Reppū.
- 11 березня — Blohm & Voss BV 238, німецького літаючого човна виробництва корабельні «Blohm & Voss» GmbH. Виготовлено в одному екземплярі, був найважчим літальним апаратом, зі створених на той час та став найбільшим з літаків знищених під час Другої світової війни.
- 8 серпня —
  - аргентинського навчального літака FMA I.Ae. 22 DL (Fábrica Militar de Aviones).
  - Junkers Ju 287, першого літака з крилом зворотної стріловидності.
- 6 грудня — німецького одномоторного реактивного винищувача Heinkel He 162.

### Авіаційні рекорди
- 6 липня — німецький льотчик-випробувач Гайні Дітмар (нім. Heini Dittmar) на Messerschmitt Me.163 Komet V18 (VA+SP) досягнув швидкості 1130 км/год. Рекорд побито 7 вересня 1953 британцем Neville Duke (1171,01 км/год) на літаку Hawker Hunter (винищувач-бомбардувальник).

### Прийнято на озброєння
- серпень — Bell P-59 Airacomet, американський реактивний винищувач, розроблено американською компанією «Белл Ейркрафт» та британською «Пауер Джет Лтд».
- вересень — Ar 234 «Blitz» (укр. «Блискавка»), перший у світі серійний реактивний бомбардувальник виробництва німецької компанії «Arado Flugzeugwerke» (перший політ 15 червня 1943).

#### Без точної дати
- Messerschmitt Me 163 «Komet», німецький ракетний винищувач-перехоплювач, перший літак у світовій авіації, який перетнув межу у 1000 км/год.
- Messerschmitt Me 262, німецький реактивний винищувач, бомбардувальник та розвідник часів Другої світової війни; перший серійний реактивний винищувач в історії авіації.
- Northrop P-61 Black Widow, американський суцільнометалевий двомоторний двобалковий нічний винищувач виробництва авіакомпанії Northrop.

## Персоналії

### Народилися
- 25 вересня — Осипович Геннадій Миколайович, радянський льотчик-винищувач[1]. У ніч на 1 вересня 1983 на винищувачі-перехоплювачі Су-15 ВПС Радянської армії, збив Boeing 747, що належав південнокорейській авіакомпанії Korean Air Lines.

### Померли
- 21 січня — Генріх цу Сайн-Вітгенштейн (нім. Heinrich Prinz zu Sayn-Wittgenstein; * 14 серпня 1916), німецький ас, 3-й за результативністю пілот нічної винищувальної авіації, здобув 83 перемоги, один зі 160 кавалерів Лицарського хреста Залізного хреста з дубовим листям та мечами (1944).
- 30 січня — Клаус Квет-Фаслем, німецький військовий льотчик-ас за часів Третього Рейху, здобув 49 перемог у повітрі, кавалер Лицарського хреста Залізного хреста[2].
- 31 березня — Михайло Миколайович Поготовко, український льотчик, підполковник Армії УНР.
- 11 липня — Ізідор Коварик (словац. Izidor Kovárik; * 29 березня 1917), льотчик-ас Словацьких повітряних сил, учасник німецько-радянської війни, здобув 28 повітряних перемог.
- 30 липня — Микола Миколайович Полікарпов, радянський авіаконструктор, голова ОКБ-51. На честь конструктора У-2 перейменовано в По-2. В день поховання, 1 серпня 1944, віддаючи данину глибокої поваги своєму творцеві, ці літаки пролетіли над цвинтарем.
- 31 липня — Антуан де Сент-Екзюпері (фр. Antoine Marie Roger de Saint-Exupéry), французький письменник, поет і професійний льотчик. Цього дня вирушив з аеродрому Борго на острові Корсика в розвідувальний політ та не повернувся. Довгий час про його загибель нічого не було відомо. Тільки у 1998 в морі поблизу Марселя рибалка виявив браслет Сент-Екзюпері. У 2004 фахівці підняли фрагменти літака. Один з них виявився частиною кабіни пілота.
- 7 серпня — Горст Адемайт (нім. Horst Ademeit), німецький ас Люфтваффе, кавалер Лицарського хреста Залізного хреста з дубовим листям, одержав 189 перемог у більш ніж 700 вильотах.
- 9 вересня — Отто Мадер (нім. Otto Mader, * 17 вересня 1880), німецький авіаконструктор, працював у компанії Junkers.
- 17 жовтня — Антон Гафнер «Тоні» (нім. Anton «Toni» Hafner, * 2 червня 1918), німецький льотчик-ас Другої світової війни, здійснив 795 бойових вильотів, здобув 204 перемоги, з них 184 під час німецько-радянської війни, в тому числі 55 штурмовиків Іл-2, а також одну над бомбардувальником B-17.
- 8 листопада — Вальтер Новотни (нім. Walter «Nowi» Nowotny), німецький льотчик-ас австрійського походження, загинув у бою проти союзних бомбардувальників.
- 14 листопада — Траффорд Лі-Меллорі (англ. Trafford Leigh-Mallory), британський воєначальник, головний маршал авіації, загинув у авіаційній катастрофі.
- 22 грудня — Генріх Штурм (нім. Heinrich Sturm), здобув 158 перемоги, кавалер Лицарського хреста Залізного хреста (стійкою шасі зачепив вантажівку, що несподівано виїхала на злітну смугу).
- 31 грудня — Єрмолаєв Володимир Григорович, радянський авіаконструктор. Після арешту у 1938 Роберто Бартіні очолював його КБ, керував завершенням розробки бомбардувальника ДБ-240, що пізніше отримав індекс Ер-2.

## Галерея

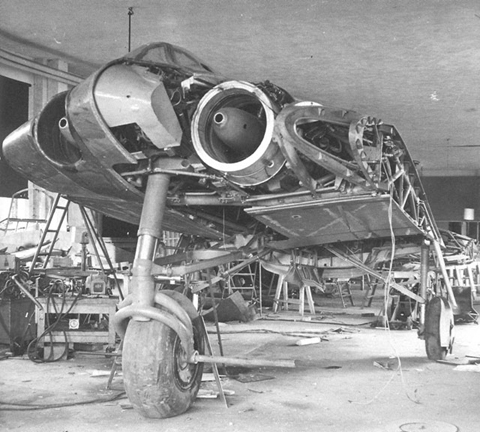
Horten Ho IX
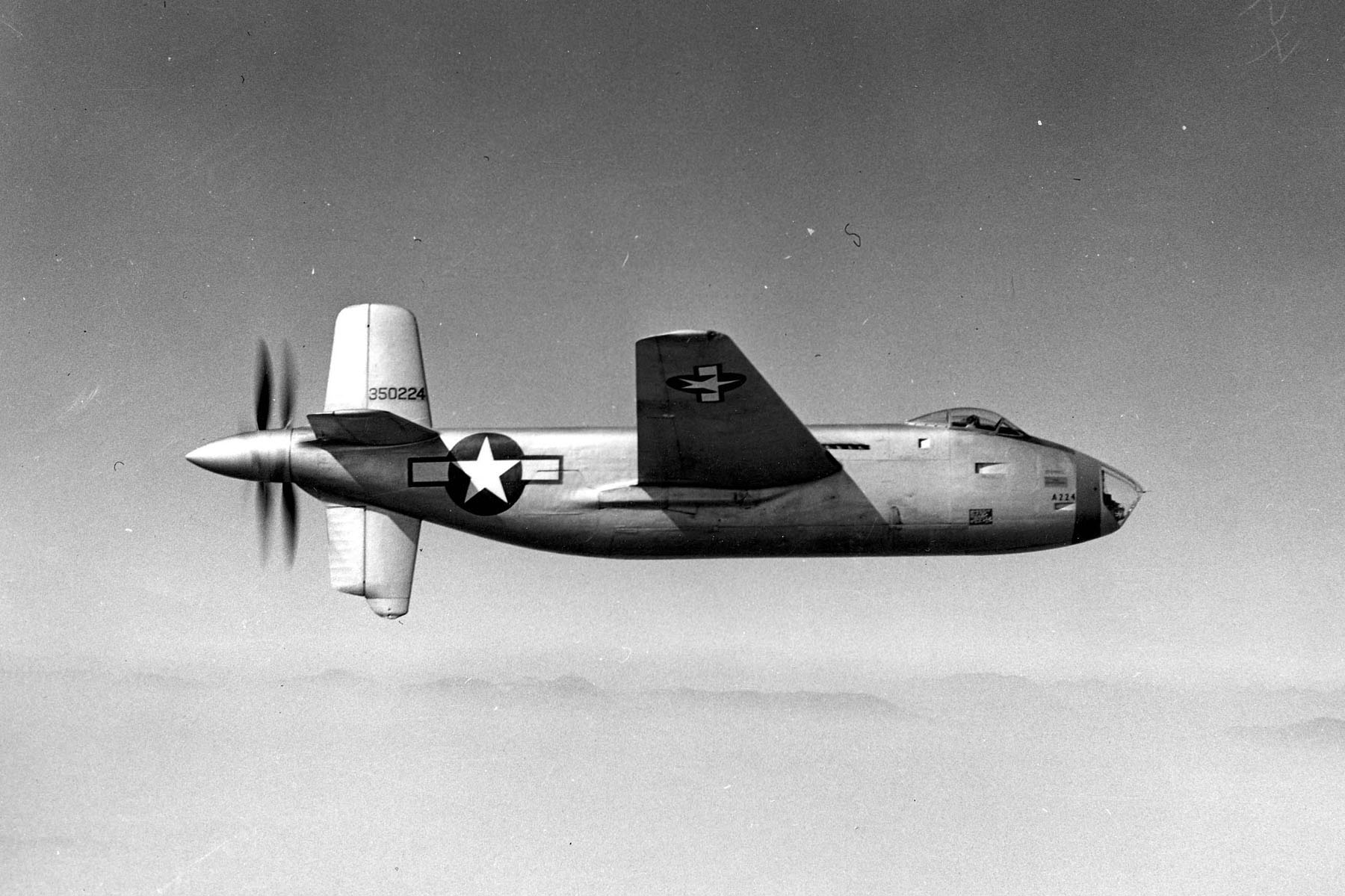
XB-42 в польоті
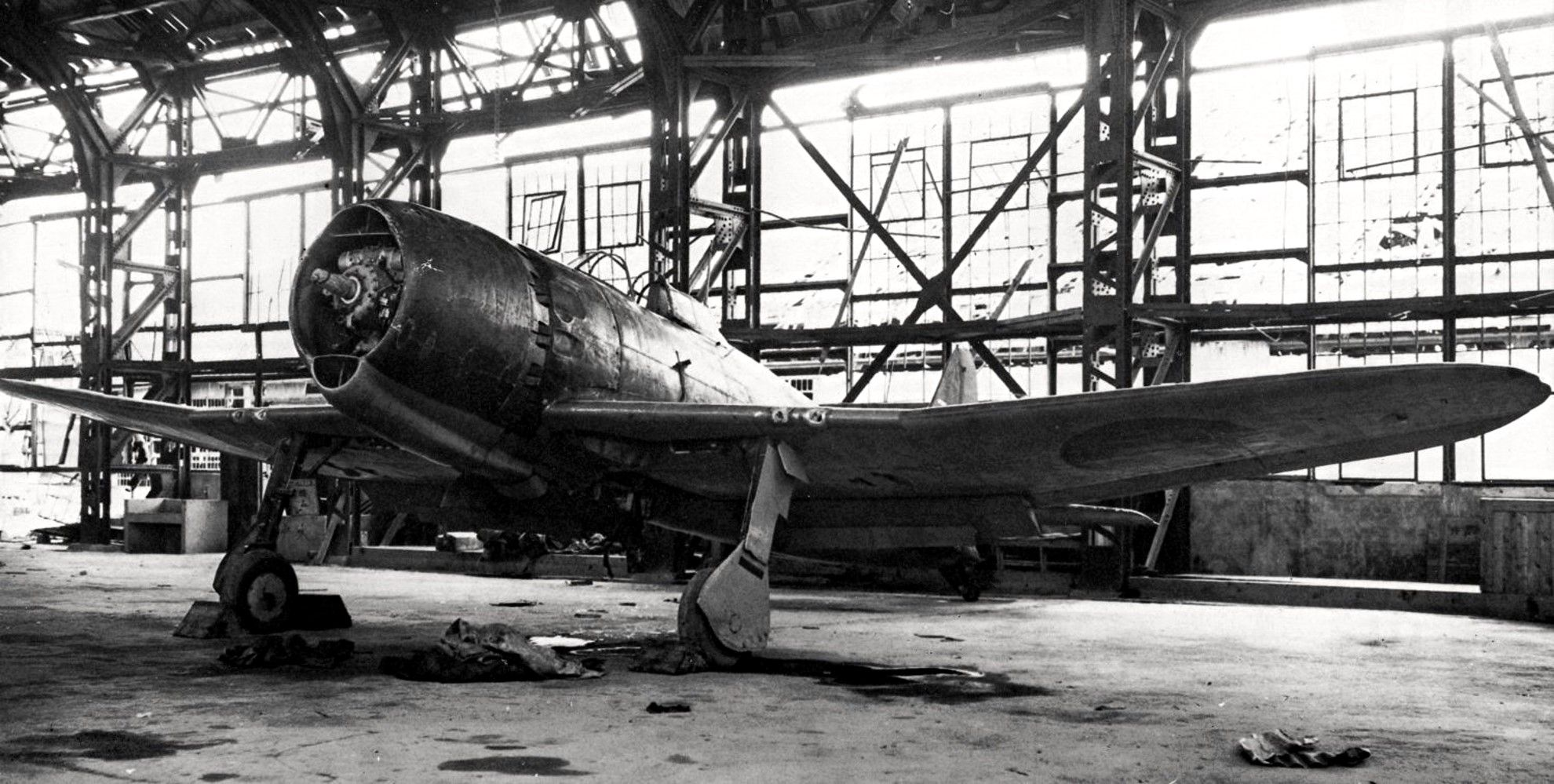
Mitsubishi A7M
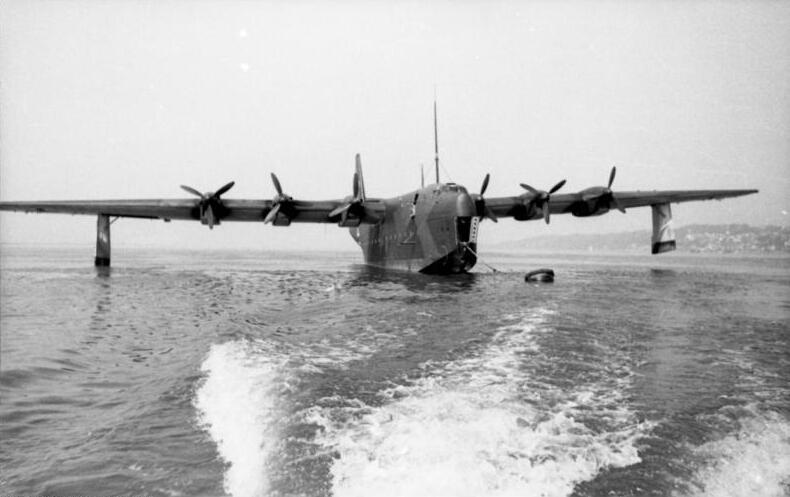
Blohm & Voss BV 238 на якірній стоянці
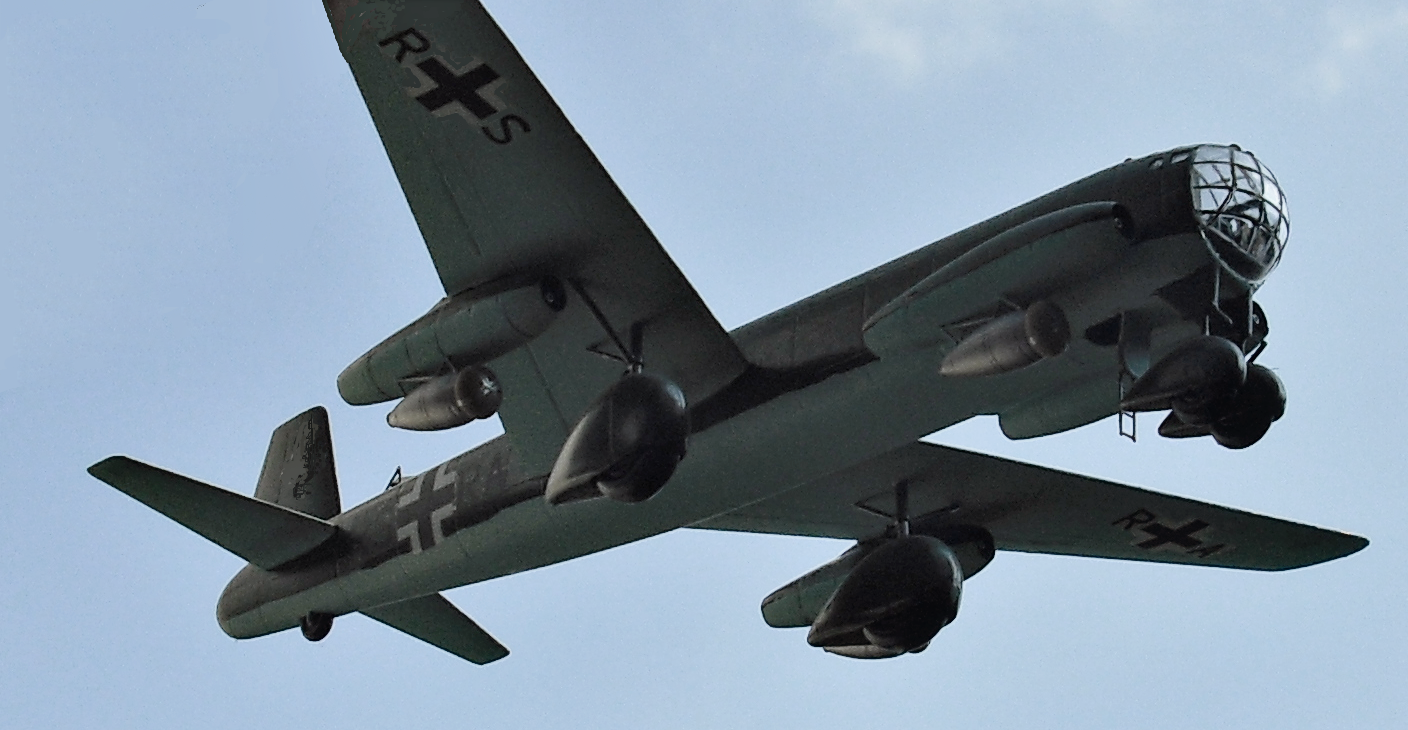
Модель Junkers Ju 287
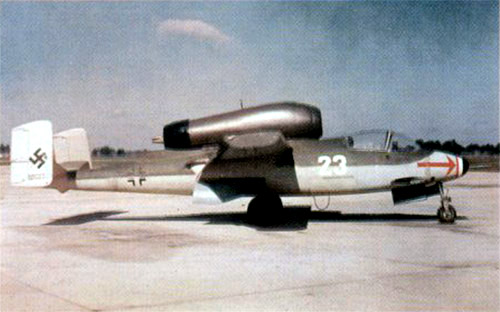
He162 у повоєнний період на випробуваннях у США
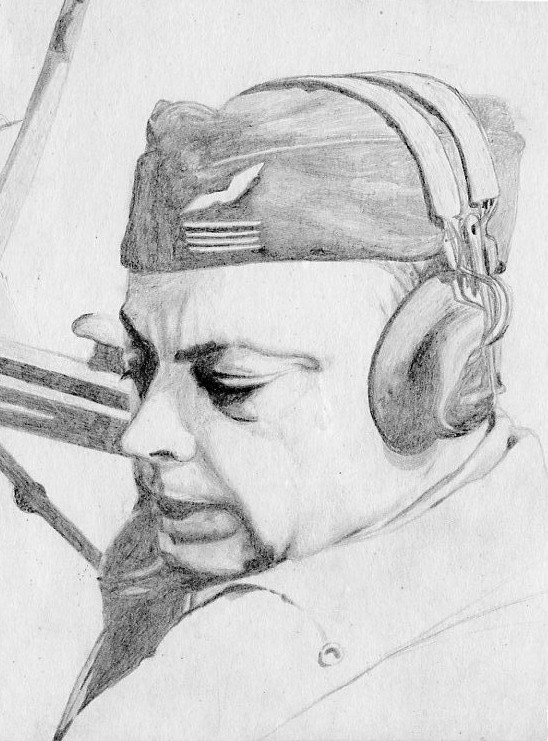
Антуан де Сент-Екзюпері в кабіні «Лайтнінга»
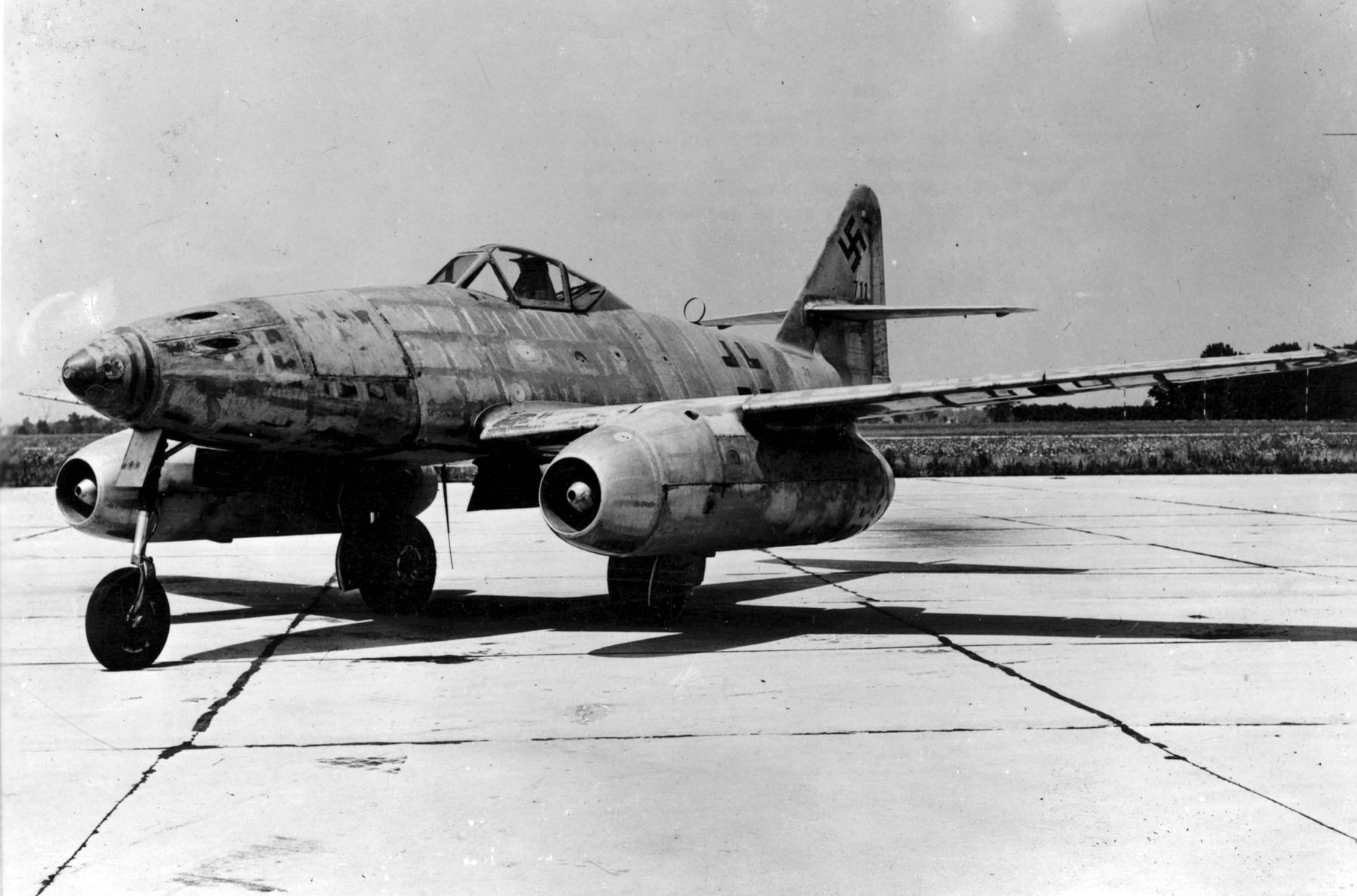
Me 262
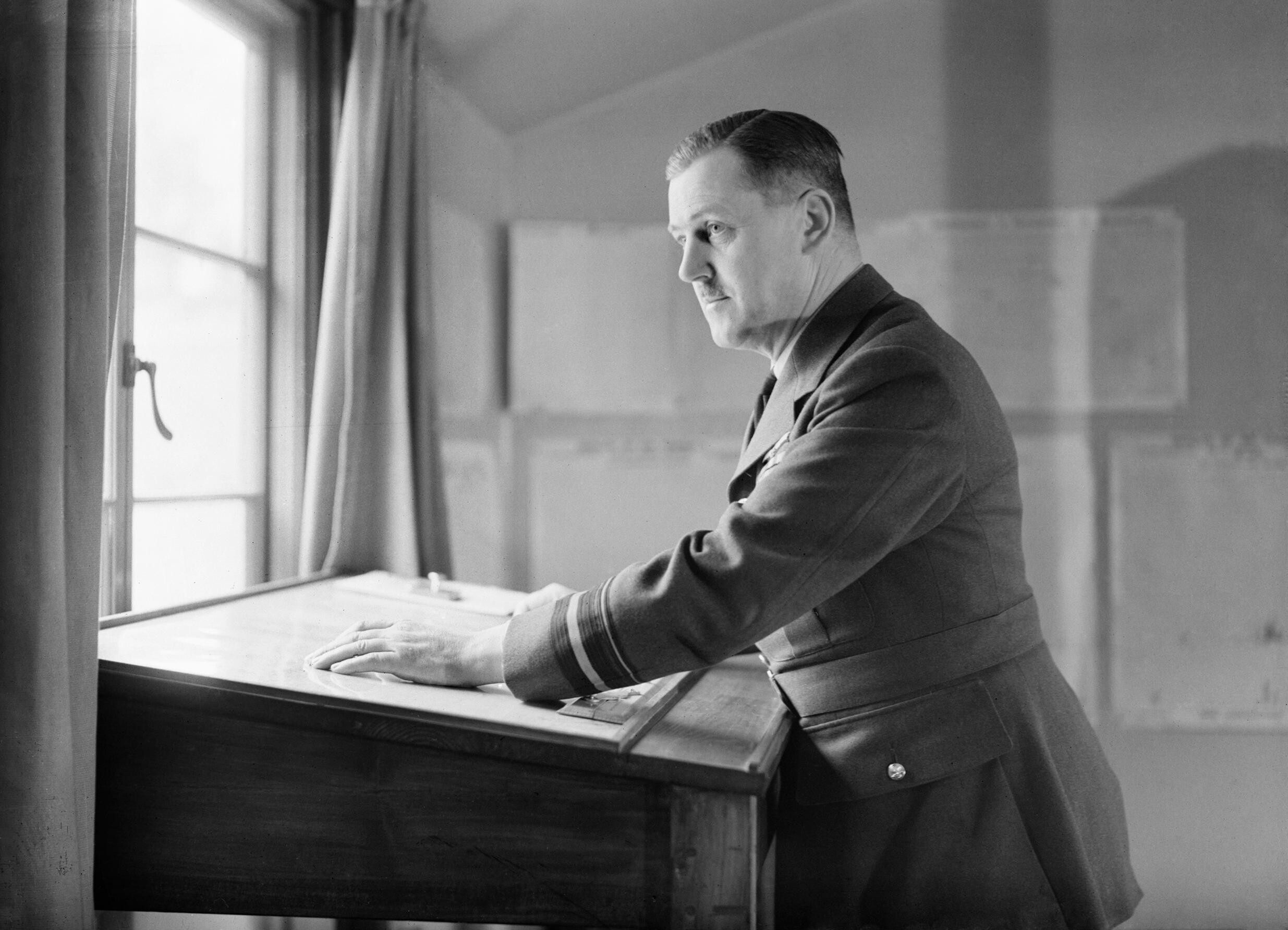
Траффорд Ли-Меллорі
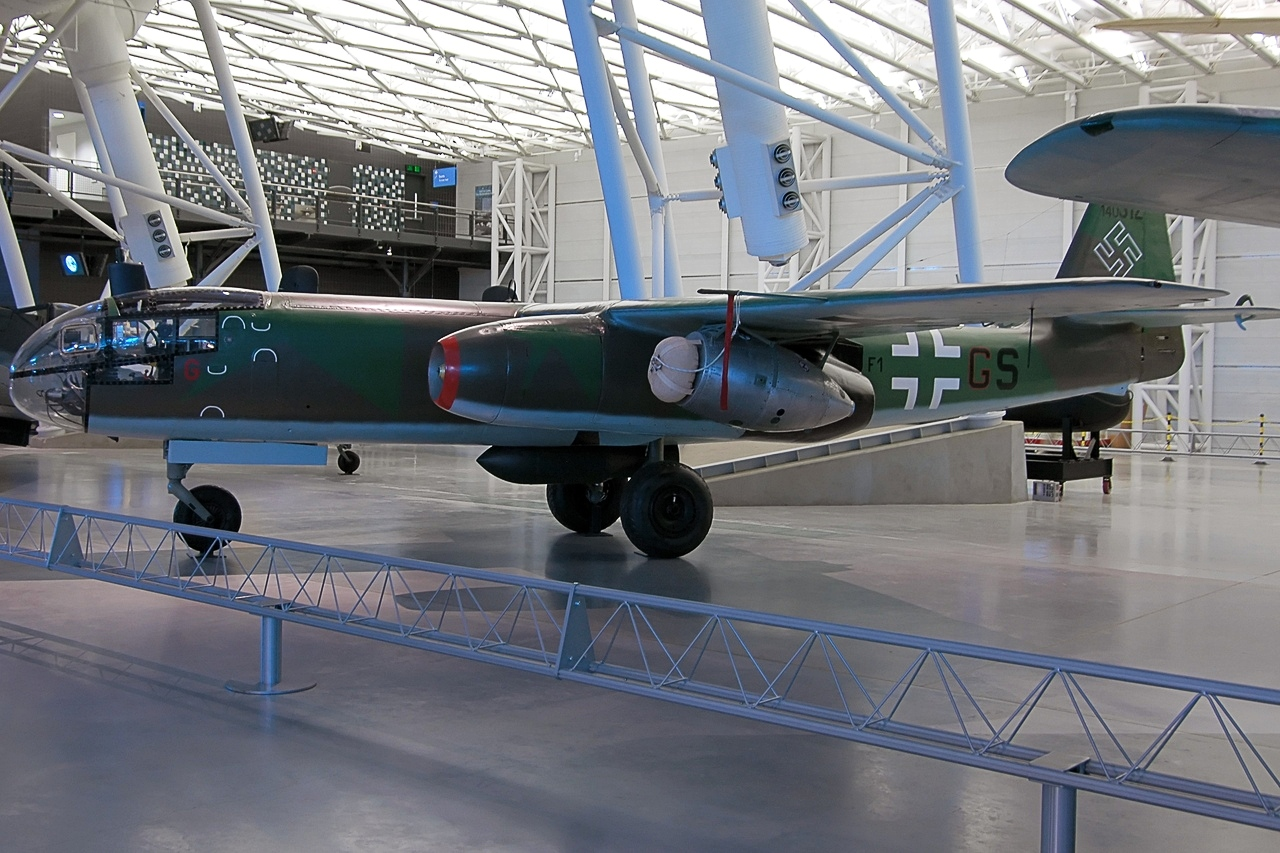
Arado Ar 234 Blitz у Національному музеї авіації і космонавтики США
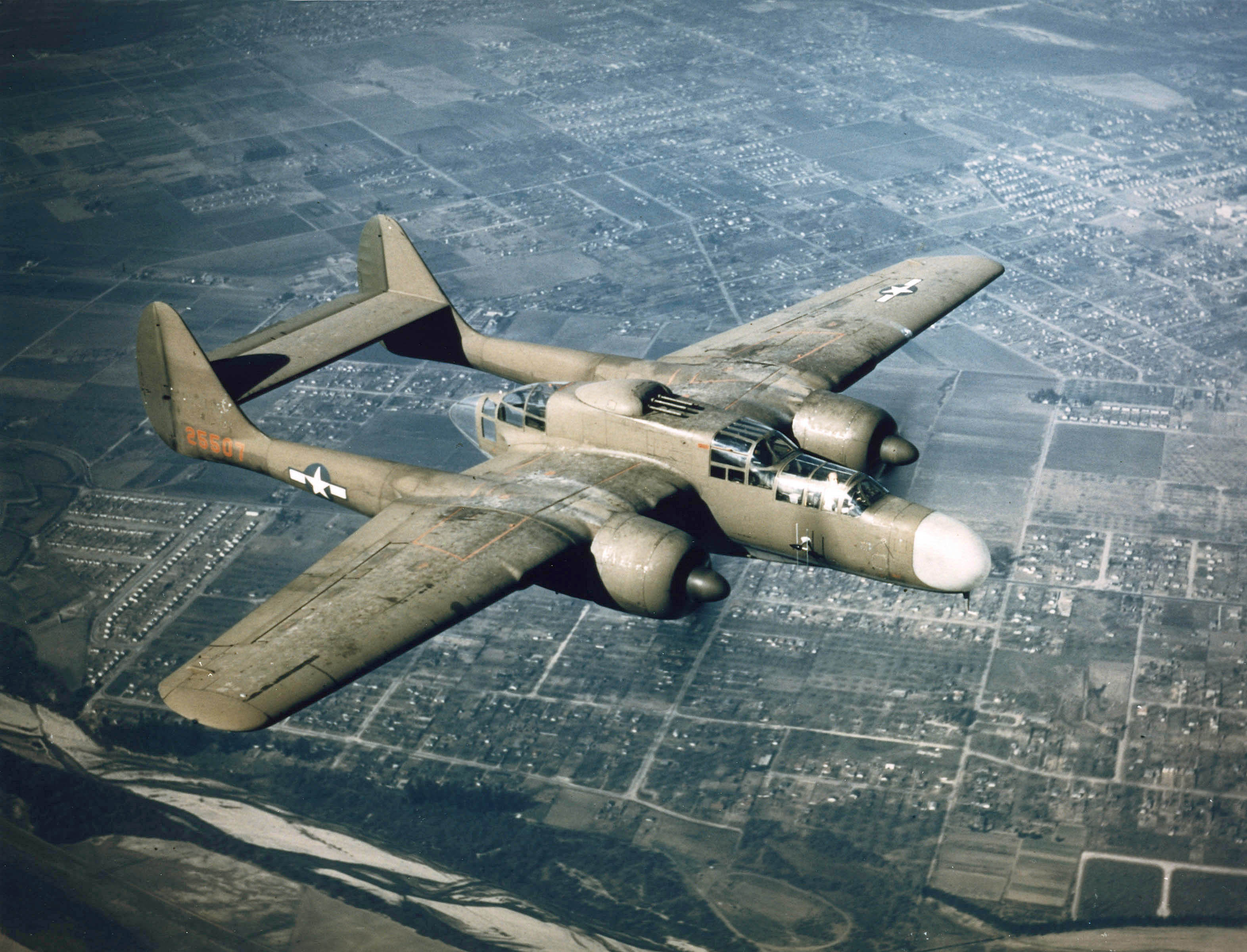
Northrop P-61 Black Widow
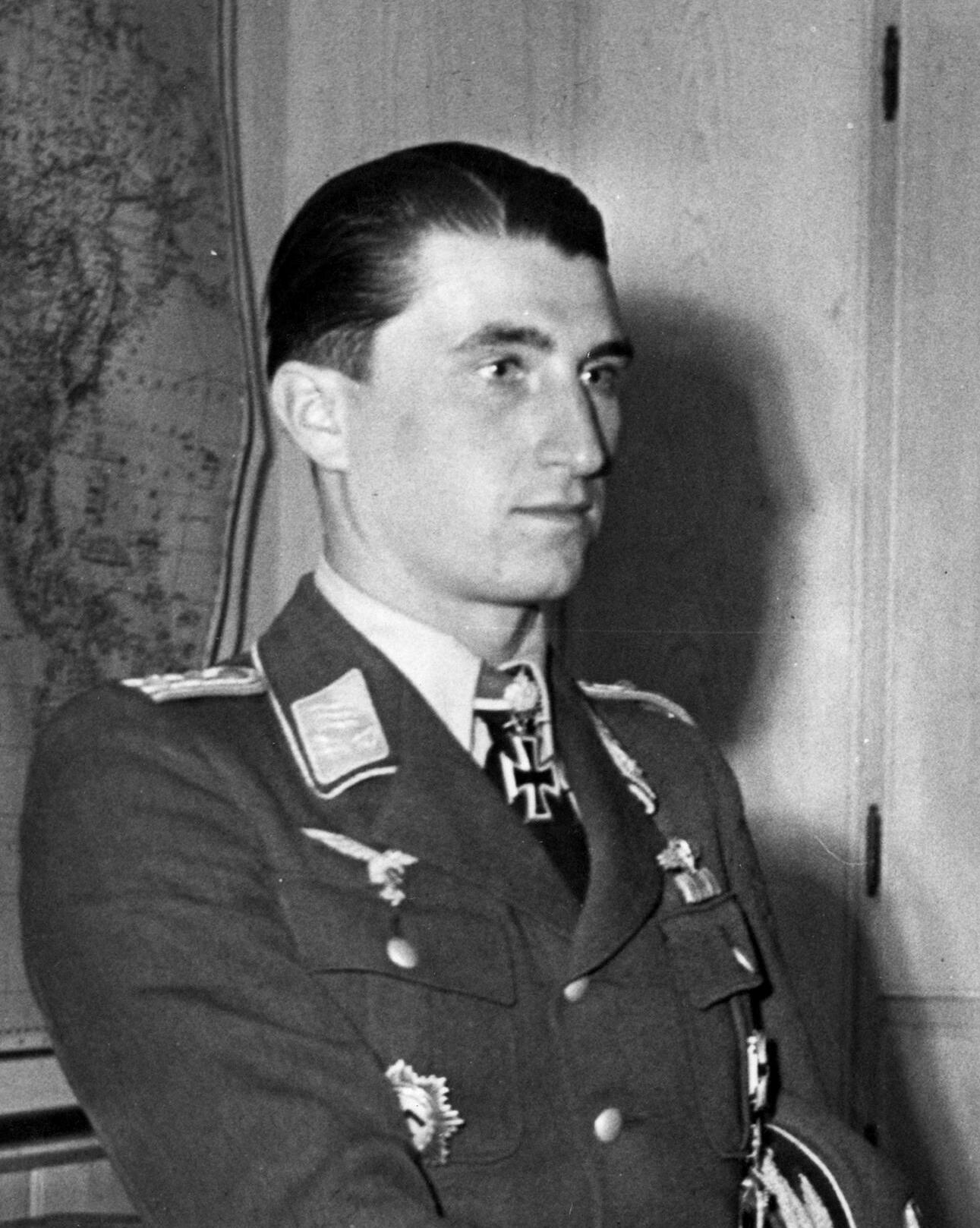
Вальтер Новотни
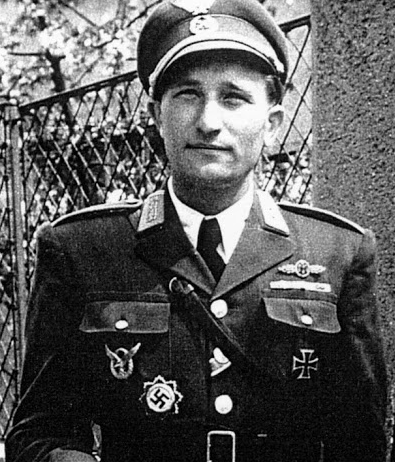
Ізідор Коварик
Повітряний флот «Рейх»